# Planipapillus biacinaces
Planipapillus biacinaces är en klomaskart som beskrevs av Reid 1996. Planipapillus biacinaces ingår i släktet Planipapillus och familjen Peripatopsidae. Inga underarter finns listade i Catalogue of Life.